# Sakaguchi Mizuho
Sakaguchi Mizuho (阪口 夢穂, sinh ngày 15 tháng 10 năm 1987) là một cầu thủ bóng đá nữ người Nhật Bản.

## Đội tuyển bóng đá nữ quốc gia Nhật Bản
Sakaguchi Mizuho thi đấu cho đội tuyển bóng đá nữ quốc gia Nhật Bản từ năm 2006 đến 201.

## Thống kê sự nghiệp
| Nhật Bản  | Nhật Bản | Nhật Bản |
| Năm       | Trận     | Bàn      |
| --------- | -------- | -------- |
| 2006      | 7        | 10       |
| 2007      | 5        | 3        |
| 2008      | 17       | 1        |
| 2009      | 0        | 0        |
| 2010      | 4        | 1        |
| 2011      | 14       | 1        |
| 2012      | 14       | 1        |
| 2013      | 7        | 1        |
| 2014      | 17       | 8        |
| 2015      | 12       | 2        |
| 2016      | 6        | 0        |
| 2017      | 13       | 0        |
| 2018      | 8        | 1        |
| Tổng cộng | 124      | 29       |

| #  | Ngày                 | Địa điểm                                  | Đối thủ           | Tỷ số | Kết quả | Giải đấu                                                    |
| -- | -------------------- | ----------------------------------------- | ----------------- | ----- | ------- | ----------------------------------------------------------- |
| 1  | 19 tháng 7 năm 2006  | Sân vận động Hindmarsh, Adelaide          | Việt Nam          | 3–0   | 5–0     | Cúp bóng đá nữ châu Á 2006                                  |
| 2  | 19 tháng 7 năm 2006  | Sân vận động Hindmarsh, Adelaide          | Việt Nam          | 4–0   | 5–0     | Cúp bóng đá nữ châu Á 2006                                  |
| 3  | 21 tháng 7 năm 2006  | Sân vận động Hindmarsh, Adelaide          | Đài Bắc Trung Hoa | 6–1   | 11–1    | Cúp bóng đá nữ châu Á 2006                                  |
| 4  | 21 tháng 7 năm 2006  | Sân vận động Hindmarsh, Adelaide          | Đài Bắc Trung Hoa | 10–1  | 11–1    | Cúp bóng đá nữ châu Á 2006                                  |
| 5  | 30 tháng 11 năm 2006 | Sân vận động Al-Arabi, Doha               | Jordan            | 5–0   | 13–0    | Đại hội Thể thao châu Á 2006                                |
| 6  | 30 tháng 11 năm 2006 | Sân vận động Al-Arabi, Doha               | Jordan            | 6–0   | 13–0    | Đại hội Thể thao châu Á 2006                                |
| 7  | 30 tháng 11 năm 2006 | Sân vận động Al-Arabi, Doha               | Jordan            | 7–0   | 13–0    | Đại hội Thể thao châu Á 2006                                |
| 8  | 30 tháng 11 năm 2006 | Sân vận động Al-Arabi, Doha               | Jordan            | 9–0   | 13–0    | Đại hội Thể thao châu Á 2006                                |
| 9  | 30 tháng 11 năm 2006 | Sân vận động Al-Arabi, Doha               | Jordan            | 11–0  | 13–0    | Đại hội Thể thao châu Á 2006                                |
| 10 | 4 tháng 12 năm 2006  | Sân vận động Al-Gharafa, Al-Rayyan        | Thái Lan          | 1–0   | 4–0     | Đại hội Thể thao châu Á 2006                                |
| 11 | 14 tháng 2 năm 2007  | Cộng hòa Síp                              | Scotland          | 1–0   | 2–0     | Giao hữu                                                    |
| 12 | 14 tháng 2 năm 2007  | Cộng hòa Síp                              | Scotland          | 2–0   | 2–0     | Giao hữu                                                    |
| 13 | 12 tháng 8 năm 2007  | Sân vận động Olympic Quốc gia, Tokyo      | Thái Lan          | 5–0   | 5–0     | Vòng loại bóng đá nữ Thế vận hội Mùa hè 2008                |
| 14 | 10 tháng 3 năm 2008  | Sân vận động Dasaki, Akrotiri và Dhekelia | Nga               | 1–0   | 3–1     | Cúp bóng đá nữ Cộng hòa Síp 2008                            |
| 15 | 14 tháng 11 năm 2010 | Trung tâm Thể thao Hoàng Phố, Quảng Châu  | Thái Lan          | 3–0   | 4–0     | Đại hội Thể thao châu Á 2010                                |
| 16 | 3 tháng 9 năm 2011   | Trung tâm Thể thao Olympic Tế Nam, Tế Nam | Hàn Quốc          | 1–0   | 2–1     | Vòng loại bóng đá nữ Thế vận hội Mùa hè 2012 khu vực châu Á |
| 17 | 6 tháng 8 năm 2012   | Sân vận động Wembley, Luân Đôn            | Pháp              | 2–0   | 2–1     | Thế vận hội Mùa hè 2012                                     |
| 18 | 26 tháng 9 năm 2013  | Sân vận động bóng đá Soga Chiba, Chiba    | Nigeria           | 2–0   | 2–0     | Giao hữu                                                    |
| 19 | 18 tháng 5 năm 2014  | Sân vận động Gò Đậu, Thủ Dầu Một          | Jordan            | 3-0   | 7–0     | Cúp bóng đá nữ châu Á 2014                                  |
| 20 | 18 tháng 5 năm 2014  | Sân vận động Gò Đậu, Thủ Dầu Một          | Jordan            | 6–0   | 7–0     | Cúp bóng đá nữ châu Á 2014                                  |
| 21 | 13 tháng 9 năm 2014  | Sân vận động Yamagata Park, Tendō         | Ghana             | 2–0   | 5–0     | Giao hữu                                                    |
| 22 | 18 tháng 9 năm 2014  | Namdong Asiad Rugby Field, Incheon        | Jordan            | 3–0   | 12–0    | Đại hội Thể thao châu Á 2014                                |
| 23 | 18 tháng 9 năm 2014  | Namdong Asiad Rugby Field, Incheon        | Jordan            | 4–0   | 12–0    | Đại hội Thể thao châu Á 2014                                |
| 24 | 18 tháng 9 năm 2014  | Namdong Asiad Rugby Field, Incheon        | Jordan            | 11–0  | 12–0    | Đại hội Thể thao châu Á 2014                                |
| 25 | 22 tháng 9 năm 2014  | Sân vận động Munhak, Incheon              | Đài Bắc Trung Hoa | 1–0   | 3–0     | Đại hội Thể thao châu Á 2014                                |
| 26 | 29 tháng 9 năm 2014  | Sân vận động bóng đá Incheon, Incheon     | Việt Nam          | 1–0   | 3–0     | Đại hội Thể thao châu Á 2014                                |
| 27 | 23 tháng 6 năm 2015  | BC Place, Vancouver                       | Hà Lan            | 2–0   | 2–1     | Giải vô địch bóng đá nữ thế giới 2015                       |
| 28 | 29 tháng 11 năm 2015 | Sân vận động Kras, Volendam               | Hà Lan            | 1–2   | 1–3     | Giao hữu                                                    |
| 29 | 13 tháng 4 năm 2018  | Sân vận động Quốc tế Amman, Amman         | Úc                | 1–0   | 1–1     | Cúp bóng đá nữ châu Á 2018                                  |